# 哈漢章
哈汉章（1879年—1953年）字云裳、槃园，回族，湖北汉阳人，中华民国军政界人物。黎元洪的密友。

## 生平

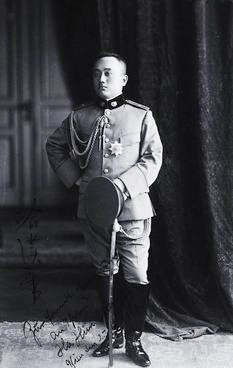
哈汉章签名照

17岁时，哈汉章中秀才。翌年，入两湖书院肄业。后来，哈汉章奉派赴日本留学，1901年6月入陆军士官学校第二期步兵科，1902年11月毕业。1903年起，哈汉章历任湖北文普通学堂教习兼监学、湖北将弁学堂教官。1907年，出任陆军部军谘处副使。1909年9月，任军谘府军谘使。后来，哈汉章参加清政府派出的军事考察团，赴东、西16国考察军事。在日本拜会日本天皇时，天皇将亲自书写的“福”、“寿”大字各一帧赠与哈汉章。
中华民国时期，1912年4月哈汉章任总统府军事顾问，1913年获授陆军中将衔。1912年7月7日，中国回教俱进会在北京花市清真寺成立，哈汉章为“赞成人”之一。黎元洪任大总统时，哈汉章兼任总统府军事幕僚长。1917年，在府院之争中，金永炎、丁世峄、哈汉章、黎澍是大总统黎元洪的主要幕僚，被国务总理段祺瑞方面称作“四凶”。1922年7月4日，获授将军府廉威将军。1922年12月，获授二等大绶宝光嘉禾章。 1923年1月，哈汉章任蒙疆善后委员会委员之一。黎元洪下野，哈汉章也随之脱离军政界，返回湖北。

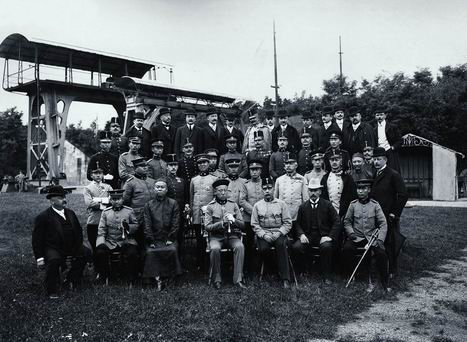
1910年，大清禁卫军首领访问奥匈帝国，摄于布达佩斯。前排左二是哈汉章，左三是李经迈，左四是载涛，右一是良弼；二排左四是田献章，左六是程经邦；三排左三是唐宝潮，左六是刘恩源。

在湖北，哈汉章准备筹资兴修水利，但事未成。不久，哈汉章赴北平定居，并在国民政府边务委员会任挂名委员。抗日战争爆发后，日军占领北平，日本方面派张燕卿劝其出山担任高官，被哈汉章称病拒绝。哈汉章还把日本天皇所赠的大字挂在客厅，以保安全。哈汉章为了度日，乃卖掉了家里的书籍和字帖。抗日战争胜利后，国民政府以“身在敌占区，不惧胁迫”给予褒扬。1946年7月，获国民政府授陆军中将。国民政府召开国民大会时，哈汉章拒绝参与竞选。
1953年3月，哈汉章因脑溢血在北京病逝。